# Thisbé de Belcourt
Pour les articles homonymes, voir Belcourt (homonymie).
François Auguste Thisbé (ou Thesby) de Belcourt (ou Belcour) est un militaire et aventurier français du XVIIIe siècle.

## Biographie
Il commence à servir en 1744 comme volontaire dans la Brigade irlandaise (sa mère est irlandaise) au cours de la Campagne de Flandre, puis est lieutenant au régiment de Guyenne.
Il est devenu officier de marine comme lieutenant sur la frégate Le Machault lorsqu'il est nommé capitaine d'une compagnie de volontaires à cheval, sous le commandement du Capitaine La Rochebaucourt par le gouverneur Vaudreuil en juin 1759. Il participe à la bataille des plaines d'Abraham, le 13 septembre 1759 autour de la ville de Québec. La bataille se solde par la défaite des Français devant les Anglais et la capitulation de Québec est signée le 18 septembre 1759. C'est en se distinguant dans la défense du Canada que Thisbé de Belcourt est remarqué par son supérieur Bougainville. À son retour en France, il est nommé capitaine à la suite du régiment Dauphin infanterie.
En 1763 et 1763, il s'embarque avec Bougainville sur l'Aigle pour un voyage aux Iles Malouines où sa maîtrise de la langue anglaise est bien utile. Au retour de cette expédition, Bougainville recommande son subalterne dans un rapport au ministère de la Marine : Note remise au ministère de la Marine en faveur du Sieur Thisbé de Belcour, employé à l'expédition de l'ile Malouine. En 1766, Thisbé de Belcourt est nommé capitaine dans la Légion de Saint-Domingue, et y sert toujours en 1768.
Il fait ensuite partie des volontaires français qui s'enrôlent au service des Confédérés Polonais. En effet, la France a soutenu les Confédérés dans leur lutte contre les Russes par une aide financière de 72 000 francs par mois et par l'envoi de troupes, sous la direction de Dumouriez puis sous celle du baron de Vioménil. Recruté avec le grade de lieutenant-colonel le 1er mai 1769, Belcourt est chargé de former un régiment au château de Cracovie. Ayant constitué un détachement de 400 hommes et deux pièces de canon, il doit évacuer la place de Cracovie en novembre en raison de l'avance des troupes russes. Il est fait prisonnier et dépouillé lors d'un accrochage avec les Cosaques au village de Royana le 10 décembre 1769. La colonne de prisonniers à laquelle il appartient est envoyée en Sibérie et parvient à son lieu d'internement à Tobolsk en octobre 1770 après un périple de plusieurs mois.
D'Alembert écrit à Catherine II de Russie pour lui demander la libération des Français. Autorisé à quitter la Sibérie en octobre 1773, Thisbé de Belcourt passe l'hiver à Moscou et ne sort de Russie qu'en avril 1774.
Il réintègre alors les rangs de l'armée polonaise. Résidant en Lituanie en octobre 1776, il est encore à Vilnius en 1781. Il contribue à l'introduction de la franc-maçonnerie en Lituanie. Il y est membre de la loge du Bon Berger et est cité comme son représentant auprès du Grand Orient de Pologne en 1784.
Thisbé de Belcourt est l'auteur d'un mémoire : Relation ou journal d'un officier françois au service de la Confédération de Pologne, pris par les Russes et relégué en Sibérie qui a été publié à Amsterdam en  1776. Ce texte a eu un certain écho : un résumé en est inséré dans plusieurs périodiques, comme la Gazette des gazettes du 2e trimestre 1776, et une grande partie de son contenu est citée dans les Lettres particulières du baron de Vioménil. Il en existe également plusieurs traductions étrangères : publié en langue allemande dès 1776, le texte est édité en polonais en 1866 puis en 1895.
Thisbé de Belcourt est fait chevalier de Saint-Louis par le roi Louis XVI le 27 avril 1790. Le prince polonais Lubomirsky est désigné pour le décorer de cet ordre, ce qui indique que le récipiendaire n'était pas revenu en France. Parachevant son adoption par  la nouvelle patrie qui l'avait accueilli, la Diète de quatre ans lui accorde la naturalisation polonaise la même année. Il vivait toujours en 1793.

## Sources
- Dossier numérisé de Thisbé de Belcourt aux Archives nationales d'Outre-Mer.
- Joseph Marie Quérard, La France littéraire, ou Dictionnaire bibliographique des savants, historiens et gens de lettres de la France, p. 257, éd. Firmin Didot père et fils, 1827
- Province de Québec Archives,Bulletin des recherches historiques, p. 545-767,  vol. 39 à 40, éd. A. Roy, 1933
- Histoire d'un voyage aux Iles Malouines fait en 1763 et 1764 par Dom Peretty - Paris 1770
- Lettres particulières du baron de Vioménil sur les affaires de Pologne 1771 et 1772 -Paris 1808
- René Prigent de Kerallain, Correspondance de René de Kerallain, 1889-1928, p. 144-145,  éd. Bargain, 1932
- Jean-Pierre Poussou, Anne Mézin et Yves Perret-Gentil, L’Influence française en Russie au XVIIIe siècle, Paris, Institut d’études slaves-Presses de l’université de Paris-Sorbonne, 2004, 736 p.
- (en) Arthur Georg Doughty et George William Parmelee, The siege of Quebec and the battle of the Plains of Abraham, vol. 4, Dussault and Proulx, 1901
- (en) Laurier L. LaPierre, 1759  : The battle for Canada, McClelland & Stewart, 1990